# 서울양화초등학교
서울양화초등학교는 대한민국 서울특별시 양천구 목동에 있는 공립 초등학교이다.

## 학교 연혁
- 1978년 8월 3일 설립인가
- 1978년 12월 1일 학생 분리 인수(염창국민학교, 신정국민학교), 32학급 편성
- 1979년 4월 4일 서울양화국민학교 개교식
- 1981년 9월 8일 정목국민학교 분리(485명)
- 1996년 3월 1일 서울양화초등학교로 개칭
- 2008년 10월 22일 다목적교실(어울채) 증축 개관
- 2009년 3월 1일 제10대 이명숙 교장 취임(교장공모제)
- 2010년 3월 8일 돌봄교실(무지개) 개관
- 2011년 7월 22일 교내 비상호출시스템 설치
- 2012년 10월 30일 CCTV 시설 보완 및 확충
- 2013년 9월 1일 병설유치원 개원
- 2015년 3월 1일 서울형 혁신학교 지정
- 2016년 8얼 19일 환경개선사업(중연창 및 천정텍스 교체, LED등 설치, 소나무교실, 예향실 구축, 옹벽 및 후문 정비 등)
- 2017년 2월 28일 꿈마루 2교실 개관
- 2018년 12월 3일 장애인편의시설(엘리베이터) 설치
- 2019년 2월 15일 제40회 121명 졸업
- 2020년 2월 14일 제41회 146명 졸업
- 2020년 3월 1일 제13대 안말례 교장 취임

## 참고 자료
- 서울양화초등학교 - 한국교육학술정보원 학교알리미